# Małyj Buzukiw
Małyj Buzukiw (ukr. Малий Бузуків) – wieś na Ukrainie, w obwodzie czerkaskim, w rejonie czerkaskim. W 2001 liczyła 309 mieszkańców, wśród których 301 jako ojczysty język wskazało ukraiński, a 8 rosyjski.